# Masafer Yatta

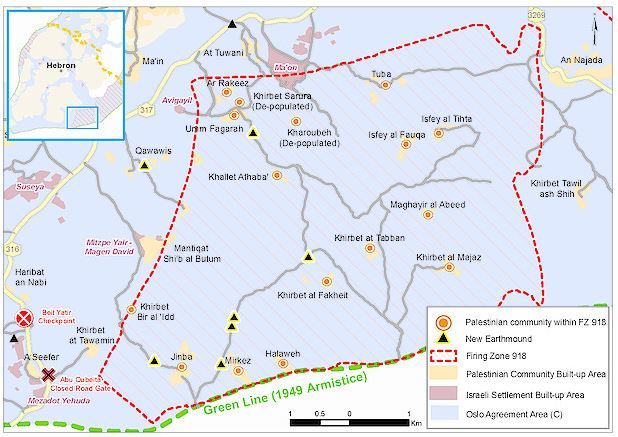
Massafer Yatta in den Hebron-Hügeln im Westjordanland

Masafer Yatta (arabisch مسافر يطا, auch Mosfaret Yatta) ist eine Ansammlung von 19 palästinensischen Ortschaften im südlichen Westjordanland, im Gouvernement Hebron im Staat Palästina. Masafer Yatta liegt 14 bis 24 Kilometer südlich der Stadt Hebron, in den südlichen Hebronhügeln. Die Ortschaften sind Teil des Gemeindegebiets der Stadt Yatta.

## Bevölkerung und Verwaltung
Nach Angaben des Palästinensischen Zentralbüros für Statistik hatten sechs der Ortschaften, die gemeinsam Masafer Yatta bilden (Mantiqat Shi'b al-Batim, Khirbet Tawil ash-Shih, Khirbet al-Fakhit, Khirbet Bir al-Idd, Khirbet Asafi and Maghayir al-Abeed), 2007 eine Bevölkerung von 768 Menschen. Acht Dörfer, die 2022 eine israelische Aussiedlungsverfügung erhalten haben, haben eine Bevölkerung von 1.144 Menschen, davon die Hälfte Kinder. Das nahegelegene at-Tuwani bildet ein Zentrum für die Beduinen-Ortschaften von Masafer Yatta. Masafer Yatta wird von einem lokalen Entwicklungskommittee verwaltet, das vom Ministerium für lokale Angelegenheiten der Palästinensischen Autonomiebehörde bestimmt wird.

## Geschichte
1881 erwähnte der Palestine Exploration Fund (PEF) die folgenden Ortschaften: Shảb el Butm („Sporn der Terpentin-Pistazie“), Tuweil esh Shîh („Gipfel der Artemisia“) Kh. el Fekhît, („Ruine der Spalte“) und Kh. Bîr el 'Edd („Ruine des immerwährenden Brunnens“).

### Israelische Militärbesatzung
Seit dem Sechstagekrieg 1967 befindet sich Masafer Yatta unter israelischer Militärbesatzung. Die Ortschaften sind Teil des Gebiets C der Militärverwaltung. Das bedeutet, dass der israelische Staat volle militärische und zivile Kontrolle über das Gebiet beansprucht. Das Gebiet wird von der Israelischen Armee für Militärübungen benutzt und wurde 1977 zum Schießübungsplatz 918 deklariert. Ariel Scharon sprach in einer Kabinettssitzung 1981 davon, diese Ausweisung als militärisches Gebiet diene explizit dazu, die lokale palästinensische Bevölkerung zu vertreiben. Mehr als eintausend Palästinenser sind von Aussiedlung und Zerstörung ihrer Häuser betroffen.

### Umsiedlungen durch israelische Armee
Laut The Guardian werden „palästinensische Wassertanks, Solaranlagen, Straßen und Gebäude hier häufig demoliert auf Basis, dass sie keine Baugenehmigung haben, die allerdings fast unmöglich zu bekommen sind, während umgebende israelische Siedlungen wachsen. Die Bevölkerung sind vor allem Hirten, die Ziegen und Schafe durch brühende Sommer und frierende Winter aufziehen.“ Bir el-Eid, das am nächsten zur israelischen Siedlung Mitzpeh Yair liegt, berichtet davon, dass Tierkadaver in Wassertanks geworfen werden, um diese zu sabotieren. Palästinenser behaupten, israelische Siedler seien für diese Sabotage verantwortlich.
Israelische Behörden haben versucht, Bewohner des Gebiets nach Yatta umzusiedeln, und argumentieren, die Ortschaften seien erst in den 1980er Jahren entstanden, als Bewohner aus Yatta in das Gebiet eingefallen seien nach Israels Entscheidung, das Gebiet zur Schießzone zu deklarieren. Die Bewohner haben dagegen beim Israelischen Obersten Gericht geklagt, mit Beweisen, dass sie bereits vor der israelischen Besatzung in dem Gebiet gewohnt hätten. Ihre Klage beruft sich auf die Schlacht von Samu 1966, in der die Dorfbewohner von Jinba Schaden davongetragen hätten. In diesem Kontext dokumentierten die Vereinten Nationen kurz danach 15 Häuser, die von der israelischen Armee zerstört worden seien. Dieser Schaden sei danach von der jordanischen Regierung anerkannt worden, die den Bewohnern für ihre Verluste im April und Mai 1967 Entschädigungen im Wert von 350 Dinar für jedes zerstörte Steinhaus zahlte, 100 Dinar für jedes getötete Kamel und sieben für jedes Schaf. Dagegen wird argumentiert, dass es sich nicht um Häuser gehandelt hätte, die zerstört wurden, sondern um Beduinenzelte. Der israelische Geograf Natan Shalem nennt in seinem Buch Midbar Yehuda (Judäische Wüste) 1931, dass mehrere Dörfer dort keine nomadischen Beduinenlager gewesen seien. Andere Beweise berufen sich auf die Existenz von bewohnten Siedlungen außerhalb von Yatta-Jinba, Markaz, Al-Mafkara, Fakhit, Thaban, Al-Majaz, Sarura, Simra, Mughayer Al-Abid, Halawa, Sfei, Rakiz, Tuba und Khalet a-Daba lange vor der Besatzung.
Im Mai 2022 unterstützte das Israelische Oberste Gericht die Position der Israelischen Armee zu einem Gebiet von 3.000 Hektar, in dem 12 palästinensische Ortschaften liegen. Das Gericht ordnete die Zwangsumsiedlung von 1000 Bewohnern an, was die größte Vertreibung seit den 1970er Jahren wäre. Dabei wurde kritisiert, dass einer der Richter, David Mintz, selbst in der israelischen Siedlung Dolev im Westjordanland lebe.
Als Hausabrisse stattfanden, zog eine Familie in einer der betroffenen Ortschaften, Khribet al-Fakhiet, in eine Höhle und lebte dort gemeinsam mit ihrem Vieh über den Winter. Die Häuser von 80 Menschen in Khallet Athaba wurden am 29. September 2022 abgerissen. Zugang zu Grasland, das von Hirten benutzt worden sei, wurde danach von israelischen Siedlern übernommen und zwei Hilfsorganisationen, die die betroffene Bevölkerung unterstützen wollte, sich vor den Siedlern zu schützen, wurde der Zutritt verwehrt, indem keine Reisegenehmigungen mehr ausgestellt wurden.
Am 2. Januar 2023 bezeichnete die israelische Menschenrechtsorganisation B’Tselem die Umsiedlungen als „Kriegsverbrechen im Schnellverfahren“.

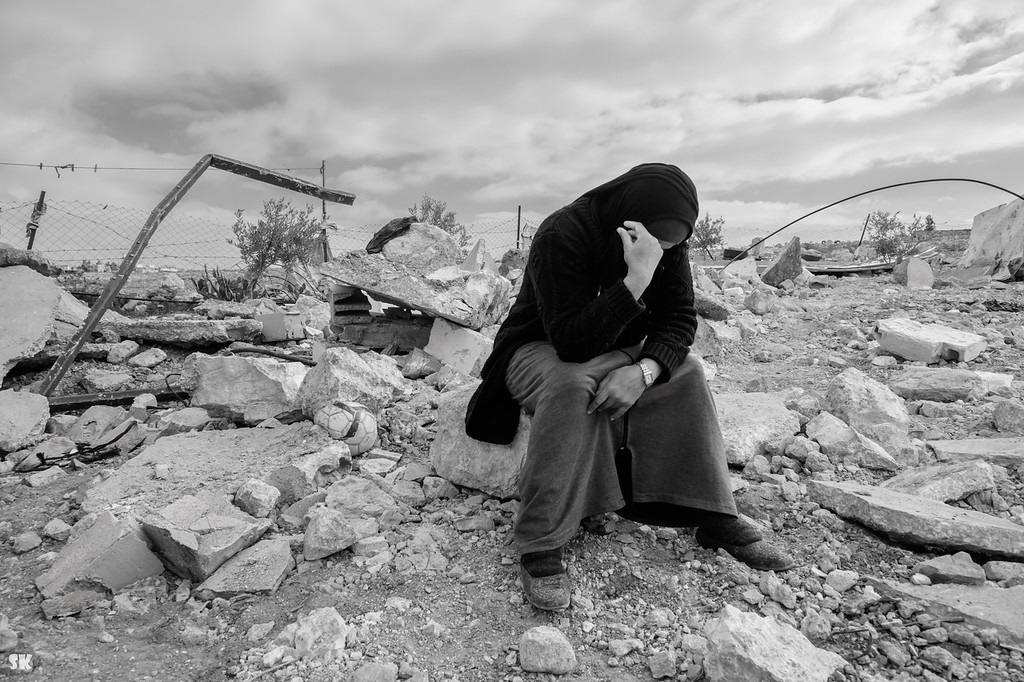
Frau sitzt auf den Ruinen ihres durch die israelischen Behörden zerstörten Hauses im Januar 2023

### Angriffe durch israelische Siedler

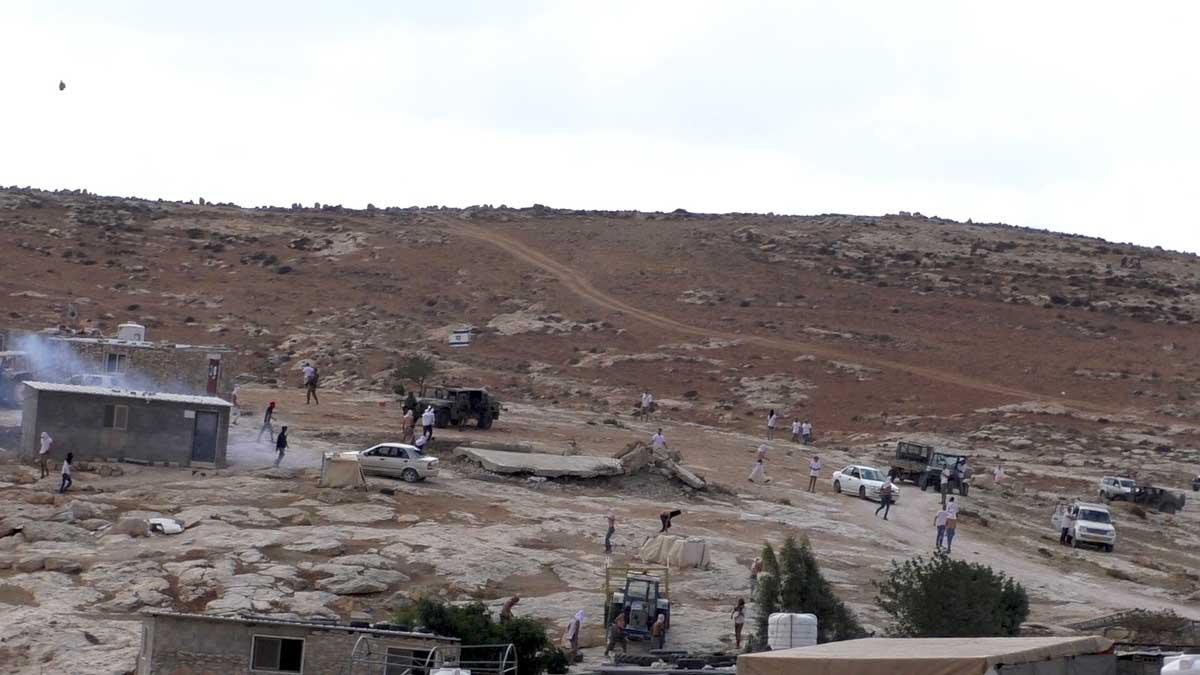
Angriff durch Siedler in Al Mufakara im September 2021

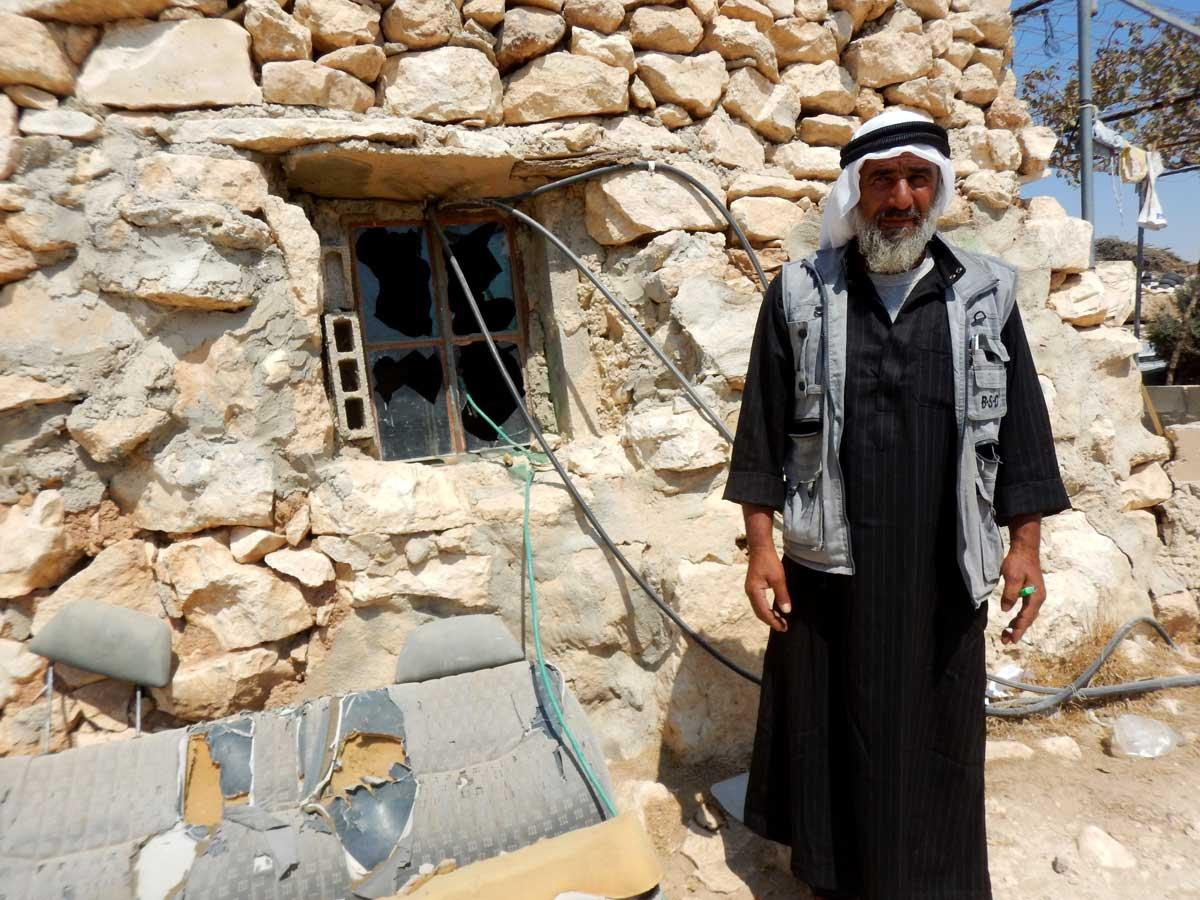
Zerbrochene Fenster nach einem Angriff durch Siedler in Al Mufakara

Im September 2021 griffen rund 80 bis 100 maskierte israelische Siedler das Dorf Khirbat al-Mufkaraa an, eine der Ortschaften von Masafer Yatta. Dabei wurden Steine auf Häuser geworfen und Autos zerstört; 12 Palästinenser wurden verletzt, darunter ein dreijähriges Kind, das am Kopf getroffen wurde, als ein israelischer Siedler einen Stein in das Haus warf, in dem das Kind schlief.
Außenminister Jair Lapid nannte die Angriffe einen „gewalttätigen Vorfall“, „schrecklich und es ist Terror. Das ist nicht die israelische Art und es ist nicht die jüdische Art. Das ist eine gewalttätige und gefährliche Minderheit und wir tragen Verantwortung dafür, sie zu Rechenschaft zu ziehen.“
Am 28. Juli 2025 wurde der 31-jährige Lehrer und Aktivist gegen Siedlergewalt Awdah Hathaleen im Dorf Umm al-Khair (Masafer Yatta) erschossen. Mutmaßlicher Täter ist der radikale Siedler Yinon Levi, der auf einer Sanktionsliste der Europäischen Union steht. Dem Tod Hathaleens ging ein Konflikt um Abrissaktivitäten durch Siedler in Umm al-Khair  voraus. Hathaleen war an der Entstehung des Films No Other Land beteiligt, der die Situation in Masafer Yatta dokumentiert.

## Internationale Reaktionen

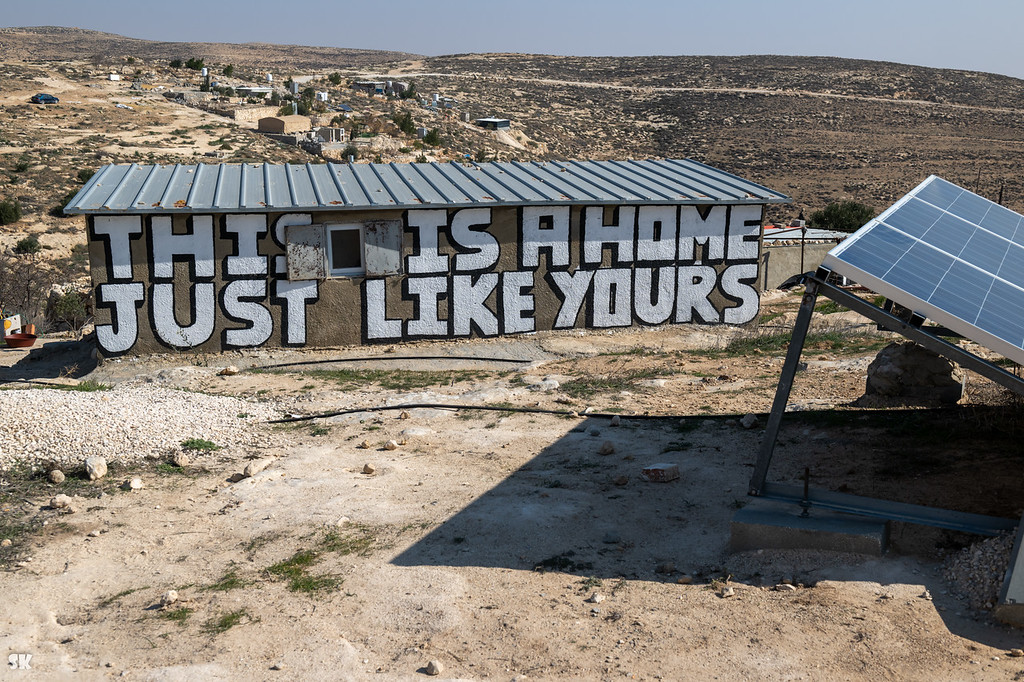
Protestschild auf einem vom Abriss bedrohten Haus in Khallet Athaba im Januar 2023

Die Vereinten Nationen haben die israelischen Handlungen in Masafer Yatta als mögliches Kriegsverbrechen eingeordnet.
Am 10. Mai 2022 sagte die Europäische Union, „die Ausweitung von Siedlungen, Abrisse und Umsiedlungen sind illegal unter internationalem Recht“ und dass die Einführung einer Schießzone kein „imperativer militärischer Grund“ für die Umsiedlung der Bevölkerung sei. Am 16. Mai 2022 stattete der amtierende Leiter des deutschen Vertretungsbüros in Ramallah gemeinsam mit anderen europäischen Diplomaten einer der bedrohten Ortschaften in Masafer Yatta einen Besuch ab.

## Einordnung in der Nakba-Forschung
Das 2021 veröffentlichte Essay Everyday Evil in Palestine: The View from Lucifer's Hill des israelischen Historikers Ilan Pappé spricht von Masafer Yatta als Fallstudie für die täglichen Vorfälle der „schrittweisen Kolonisierung, ethnischen Säuberung und Unterdrückung“, die die fortlaufende Nakba der palästinensischen Bevölkerung kennzeichne. Pappé zeichnet die Entwicklung der Bemühungen nach, Masafer Yattas Bewohner von der Gegend zu vertreiben, von der Enteignung von palästinensischem Land durch die Zionistische Weltorganisation und die Verordnung der israelischen Regierung, Grasland sei für menschliche Besiedlung verboten bis zu anderen Methoden der Vertreibung wie die Zerstörung von Wasseranlagen und die Auszeichnung der umgebenden Gebiete als Schießzonen.

## Öffentliche Wahrnehmung
Das palästinensisch-israelische Journalistenkollektiv Basel Adra, Hamdan Ballal, Yuval Abraham und Rachel Szor verarbeitete die Geschehnisse in Masafer Yatta im Dokumentarfilm No Other Land, der bei den Internationalen Filmfestspielen Berlin 2024 uraufgeführt wurde.